# Gamma Sagittae
Gamma Sagittae (12 Sagittae) é uma estrela na direção da constelação de Sagitta. Possui uma ascensão reta de 19h 58m 45.39s e uma declinação de +19° 29′ 31.5″. Sua magnitude aparente é igual a 3.51. Considerando sua distância de 274 anos-luz em relação à Terra, sua magnitude absoluta é igual a −1.11. Pertence à classe espectral K5III.